# Aconitum umezawae
Aconitum umezawae är en ranunkelväxtart som beskrevs av Yuichi Kadota. Aconitum umezawae ingår i släktet stormhattar, och familjen ranunkelväxter. Inga underarter finns listade i Catalogue of Life.